# Mr.ASIA
『Mr.ASIA』（ミスター・エイジア）は、チャゲ&飛鳥（現：CHAGE and ASKA）の9作目のオリジナル・アルバムで、本作の1曲目の楽曲名である。1987年5月21日に発売された。発売元はキャニオン・レコード（現：ポニーキャニオン）。
1989年3月21日にはGOLD CD、1990年7月21日・1999年12月16日・2001年7月18日はCD、1993年12月17日はAPO-CD、2009年10月21日はSHM-CDで再発売された。

## 背景・制作
オリジナル・アルバムとしては『MIX BLOOD』から8ヶ月、アナログ盤限定で発売したミニアルバム『Snow Mail』からはおよそ5ヶ月半ぶりとなるアルバムである。
チャゲ&飛鳥は、1986年12月31日に生放送されたフジテレビ系音楽特番『世界紅白歌合戦』出演のため、ロンドンを訪れた。同番組での世界的アーティスト達との共演や、新年を迎えるロンドンの街のお祭り騒ぎに2人は刺激された。この時の体験が本作に影響している。
また、それまで彼らのバックバンドを務めていたTHE ALPHAが1987年1月のライブを最後に離脱したため、アルバムの制作にはスタジオミュージシャンが多数参加したが、新しいバックバンドのオーディションも兼ねて進められた。

## ライブ
1987年は4月からコンサートツアー『We Shall Return』がスタートしており、6月13日・14日には1983年9月30日以来となる国立代々木競技場第一体育館でのコンサートを開催し、8月8日の最終日には大阪の万博記念競技場を使用した。冬には「X'mas Special '87」と題したコンサートツアーも行なった。

## リリース
2009年10月21日には、紙ジャケット・シリーズの一環としてSHM-CD仕様でヤマハミュージックコミュニケーションズより再発売された。

## 収録曲
| #  | タイトル                          | 作詞   | 作曲   | 編曲     | 時間 |
| -- | --------------------------------- | ------ | ------ | -------- | ---- |
| 1. | 「Mr.ASIA」(コーラス編曲：山里剛) | 飛鳥涼 | 飛鳥涼 | 佐藤準   | 4:35 |
| 2. | 「mebius」(コーラス編曲：山里剛)  | 飛鳥涼 | 飛鳥涼 | 瀬尾一三 | 4:33 |
| 3. | 「噂のトラブル・メーカー」        | 澤地隆 | CHAGE  | 瀬尾一三 | 4:00 |
| 4. | 「SAILOR MAN」                    | 飛鳥涼 | 飛鳥涼 | 瀬尾一三 | 4:31 |
| 5. | 「どのくらい "I love you"」       | 飛鳥涼 | 飛鳥涼 | 佐藤準   | 4:40 |

| #         | タイトル              | 作詞      | 作曲      | 編曲      | 時間  |
| --------- | --------------------- | --------- | --------- | --------- | ----- |
| 6.        | 「スローダウン」      | 澤地隆    | CHAGE     | 佐藤準    | 4:33  |
| 7.        | 「LONDON POWER TOWN」 | 飛鳥涼    | 飛鳥涼    | 瀬尾一三  | 3:36  |
| 8.        | 「PLASTIC KISS」      | CHAGE     | CHAGE     | 瀬尾一三  | 3:51  |
| 9.        | 「指環が泣いた」      | 飛鳥涼    | 飛鳥涼    | 佐藤準    | 4:43  |
| 10.       | 「夏の終わり」        | 澤地隆    | CHAGE     | 瀬尾一三  | 6:33  |
| 合計時間: | 合計時間:             | 合計時間: | 合計時間: | 合計時間: | 45:37 |

## 楽曲解説
1. Mr.ASIA
アルバムタイトル曲。『世界紅白歌合戦』での体験が影響している楽曲である。
同年10月5日に発売されたシングル「ロマンシングヤード」のカップリング、1994年に発売された2枚組アルバム『Yin&Yang』にも収録されている。
2. mebius
僅かだが、曲の冒頭に｢Mr.ASIA｣の曲の終わりの音（エコー部分）が重なっている。
3. 噂のトラブル・メーカー
4. SAILOR MAN
1987年4月21日に発売されたシングル曲。JAL '87 沖縄キャンペーンソング。
5. どのくらい "I love you"
1994年に発売された2枚組アルバム『Yin&Yang』にも収録されている。
6. スローダウン
田中昌之に提供した｢SLOW DOWN｣のセルフカバーである。
1994年に発売された2枚組アルバム『Yin&Yang』にも収録されている。
7. LONDON POWER TOWN
ASKAが、新年を迎えるロンドンの街で体験したお祭り騒ぎの様子を楽曲に反映させた。
8. PLASTIC KISS
9. 指環が泣いた
1986年11月21日に発売されたシングル曲。特に表記はないが、アルバム・ミックス。『世界紅白歌合戦』で披露した楽曲である。
10. 夏の終わり
1990年に発売されたバラッド集『THE STORY of BALLAD』にも収録されている。
コンサートでも1998年に開催したCHAGE初のソロ公演『CHAGE 上海之行演唱会』・『CHAGE“大いに唄う”in 武道館』の最後を飾る曲として、また2004年8月28日に開催した『CHAGE and ASKA 25th Anniversary Special チャゲ&飛鳥 熱風コンサート』で「僕からのリクエスト」というMCからソロでこの曲を披露している。
CHAGEは、2016年に発売したアルバム『Another Love Song』でセルフカバーしている。

## 参加ミュージシャン
- Drums：山木秀夫、青山純、長谷部徹、渡嘉敷祐一
- Bass：富倉安生、岡沢茂、美久月千晴、伊藤広規
- Electric Guitar：北島健二、角田順、鳥山雄司
- Acoustic Guitar：笛吹利明
- Keyboards：国吉良一、佐藤準、山田秀俊、矢島真紀子、難波正司、瀬尾一三
- Horns：数原晋（Trumpet）、西山健治（Trombone）、Jake H. Concepcion（Alto Sax）
- B.G.Vocal：浜田良美、香川喜章、土肥二朗、EVE、THE MUGIFUMI
- Strings：JOEグループ
- Harp：Weeping Harp Senoh
- Manipulator：浦田恵司、迫田到、中山信彦、北城浩志、木村しんぺい、瀬尾一三